# Brzozowo-Chabdy
Brzozowo-Chabdy – wieś w Polsce położona w województwie podlaskim, w powiecie białostockim, w gminie Poświętne.
Zaścianek szlachecki Chabdy należący do okolicy zaściankowej Brzozowo położony był w drugiej połowie XVII wieku w powiecie suraskim ziemi bielskiej województwa podlaskiego.
Wierni kościoła rzymskokatolickiego należą do parafii Przemienienia Pańskiego w Poświętnem.